# Tómame
Tómame es una película de Argentina filmada en colores dirigida por Emilio Vieyra sobre su propio guion según la obra teatral Hip Hip Ufa de Dalmiro Sáenz que se produjo en 1992 y que tuvo como actores principales a Boy Olmi, Marcela Labarca, Nelly Prono y Gilda Lousek.

## Reparto
- Boy Olmi
- Marcela Labarca
- Nelly Prono
- Gilda Lousek
- Ignacio Quirós
- Silvia Peyrou
- Graciela Pal

## Comentarios
La Maga escribió:

«A medio camino entre el video y el cine tradicional Tómame constituye una alternativa interesante ante la falta de recursos.» 

Emilio Vieyra en Clarín de marzo de 1992 dijo:

«Representa una historia muy fuerte donde el sexo está tratado con nivel, sin procacidad.» 

Manrupe y Portela escriben:

«De las primeras películas rodadas en video de alta definición (Betacam HD) para ser trasladas a 35 mm. Retoma la obra  de Dalmiro Sáenz que ya había tenido problemas con la censura a fines de los 60 a propósito del film de Rodolfo Kuhn ¡Ufa con el sexo!. También esta espera su estreno.» 

Emilio Vieyra en La Nación del 10 de marzo de 1992 declaró:

«Es un ejemplo de calidez, entretenimiento y humor.» 